# Chích mào phương Đông
Chích mào phương Đông hay chích mày vàng (danh pháp hai phần: Phylloscopus coronatus) là một loài chích lá thuộc chi Chích lá, họ Chích lá. Loài này phân bố ở Bangladesh, Campuchia, Trung Hoa, Ấn Độ, Indonesia, Nhật Bản, bán đảo Triều Tiên, Lào, Malaysia, Myanma, Nga, Singapore, Thái Lan, và Việt Nam. Môi trường sinh sống tự nhiên là rừng phương bắc và rừng ôn đới.